# Harvey Milk

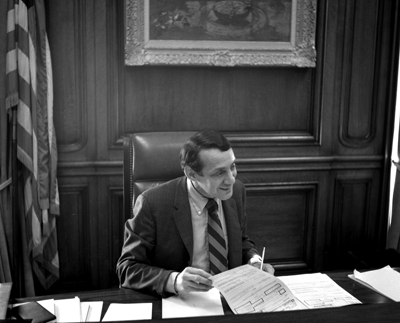
Harvey Milk in 1978 als waarnemend burgemeester

Harvey Milk (Woodmere (New York), 22 mei 1930 - San Francisco, 27 november 1978) was een van de eerste openlijk homoseksuele stadsbestuurders in de Verenigde Staten. In 1977 werd hij gekozen als lid van de "San Francisco Board of Supervisors", de gemeenteraad van San Francisco. Hij was een politieke bondgenoot van dominee Jim Jones en sprak geregeld op bijeenkomsten van diens Peoples Temple (die later bekend werd door de massale (zelf)moord in Guyana in de naar Jones genoemde nederzetting Jonestown).
Harvey Milk werd in het stadhuis van San Francisco, samen met burgemeester George Moscone, doodgeschoten door het afgetreden gemeenteraadslid Dan White, een man met homofobe opvattingen. De directe aanleiding was een politiek geschil over het herbenoemen van White.
Omdat het Openbaar Ministerie fouten had gemaakt in het onderzoek, werd Dan White veroordeeld tot een opvallend lage straf van zeven jaar gevangenisstraf wegens doodslag. Daarop braken in de stad rellen uit. Tijdens deze White Night Riots vielen veel gewonden. De politie bestormde horecagelegenheden waar veel homoseksuelen kwamen, mishandelde de aanwezigen met stokslagen en vernielde de inrichting. De schade liep in de miljoenen.
Harvey Milk werd door deze gebeurtenissen een icoon voor de burgerrechtenbeweging en de gelijkberechtiging van homoseksuelen in de Verenigde Staten, maar ook daarbuiten.

## Eerbetoon aan Harvey Milk
- De Harvey Milk High School in de East Village in New York
- Een opera van Stewart Wallace en Michael Korie uit 1995
- De documentaire The Times of Harvey Milk van Rob Epstein uit 1984
- Een speelfilm Milk met Sean Penn in de hoofdrol onder regie van Gus Van Sant (2008)
- De "Harvey Milk Award"
- De Harvey Milk Street en Harvey Milk Plaza in San Francisco
- Marineschip de USNS Harvey Milk (Amerikaans bevoorradingsschip)[2]
- "I am Harvey Milk" (2013), een concertante musical met tekst en muziek van Andrew Lippa, uitgevoerd door Andrew Lippa, Laura Benanti, Noah Marlowe en het San Francisco Gay Men's Chorus (SFGMC) onder leiding van Timothy Seelig
- Giardino Harvey Milk, Testaccio, Rome, Italië